# 와칸 탕카
와칸 탕카(라코타어: Wakȟáŋ Tȟáŋka, Wakan Tanka)는 수족 신앙에서 숭앙하는 영적 존재로 이름에 담긴 뜻은 '신령스러운', '신성한'이며 일반적으로 위대한 영혼으로 번역된다. 일신교적인 것으로 받아들여질 수 있으나, 러셀 민스에 따르면 와칸 탕카의 의미는 위대한 신비에 더 가까운 것으로, 일신교적인 개념은 아니라고 한다.

## 같이 보기
- 매니투
- 수어 (북아메리카의 언어)